# Schoutedenomyia usambarensis
Schoutedenomyia usambarensis är en tvåvingeart som beskrevs av Lyneborg 1978. Schoutedenomyia usambarensis ingår i släktet Schoutedenomyia och familjen stilettflugor.
Artens utbredningsområde är Tanzania. Inga underarter finns listade i Catalogue of Life.